# Beleg van Mariënburg
Het  Beleg van Mariënburg  was een beleg van het kasteel Mariënburg in Malbork (Polen) tussen 26 juli en 19 september 1410. Het kasteel was ten tijde van het beleg de bestuurlijke hoofdstad van de Duitse Ordestaat. De gezamenlijke aanval en het daaropvolgende beleg door het Poolse en Litouwse leger vonden plaats in een poging om de  complete macht over Pruisen te verkrijgen na hun eerdere overwinning in de slag bij Tannenberg. 
De verdediger van Mariënburg Hendrik de Oudere van Plauen wordt gezien als de redder van de Duitse Orde van hun volledige vernietiging.

## Achtergrond
Het Pools-Litouwse leger onder commando van koning Wladislaus II Jagiello en groothertog Vytautas viel Pruisen in juli 1410 binnen met als doel kasteel Mariënburg te veroveren. De weg werd echter al snel geblokkeerd door de Duitse Orde en nabij Tannenberg werd het Pools-Litouwse leger aangevallen met de Slag bij Tannenberg tot gevolg. 
De Duitse Orde leed een nederlaag, waarbij een groot deel van hun leiders gedood of gevangengenomen werd. De zegevierende Poolse en Litouwse strijdkrachten bleven drie dagen op het slagveld achter; gedurende deze tijd kon Hendrik de Oudere van Plauen, commandeur van Schwetz (Świecie), zijn verdediging van Mariënburg organiseren. Hendrik de Oudere van Plauen had zelf niet meegedaan in de Slag bij Tannenberg. Hij had het commando over de reservestrijdkrachten van ongeveer 3.000 man in Schwetz. Het is niet helemaal duidelijk of Hendrik de Oudere van Plauen met zijn troepen naar Mariënburg marcheerde op instructies die hij had ontvangen van Grootmeester Ulrich von Jungingen voor de slag of dat hij dit op eigen initiatief deed om het leiderschap over te nemen. 
Toen de Pools-Litouwse strijdkrachten zich verplaatsten naar het kasteel, gaven drie forten van de Duitse Orde zich over zonder verzet - Hohenstein (Olsztynek), Osterode (Ostróda) en Christburg (Dzierzgoń). De Pools-Litouwse strijdkrachten bewogen zich langzaam, gemiddeld zo'n 15 km per dag. Dit gaf Hendrik de Oudere van Plauen meer tijd om zijn verdediging te organiseren. Deze vertraging wordt door moderne geschiedkundigen gezien als een van de grootste Pools-Litouwse tactische fouten en er wordt dan ook veel over gespeculeerd.
De Poolse historicus Paweł Jasienica stelt dat Wladislaus II Jagiello de Duitse Orde opzettelijk de tijd heeft gegeven om zich te hergroeperen om de toch al vernederde Duitse Orde de kans te geven zich te kunnen verdedigen zodat ze niet compleet vernietigd zouden worden, dit zou hij gedaan hebben om het machtsevenwicht tussen Polen en Litouwen niet te verstoren. Polen zou waarschijnlijk een groot deel van de Duitse Ordestaat opeisen, maar hiermee zou Litouwen niet tevreden zijn. Deze theorie kan echter niet worden bevestigd wegens gebrek aan historische bronnen, waardoor er geen definitieve verklaring voor de houding van Wladislaus II kan worden gegeven.

## Beleg

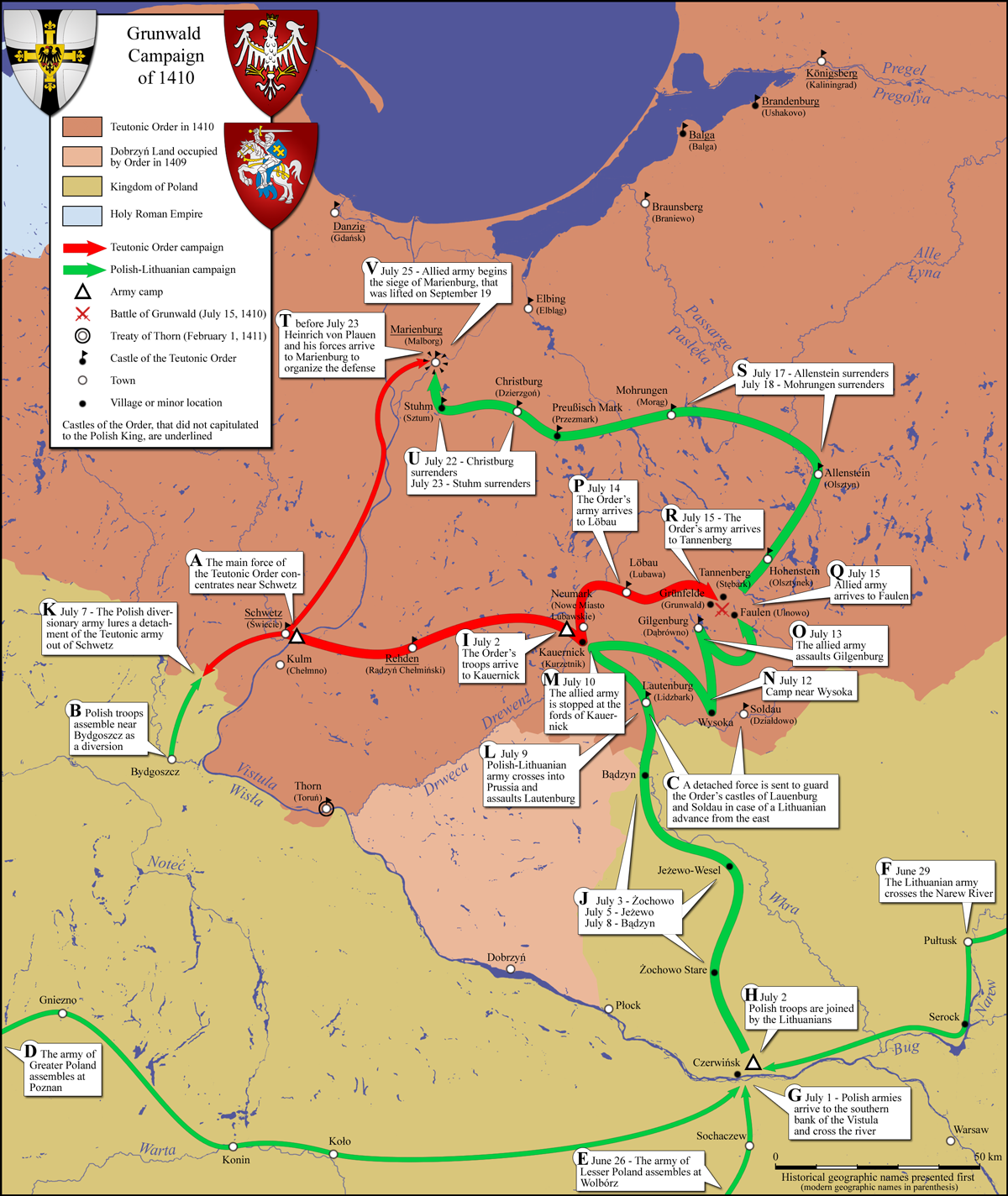
Kaart van de bewegingen van de legers in campagne van Grunwald

Het belangrijkste deel van de Pools-Litouwse troepen arriveerde pas op 26 juli 1410. De dag daarvoor had Hendrik de Oudere van Plauen het bevel gegeven om het dorp dat buiten het kasteel van Mariënburg lag plat te branden, zodat de Pools-Litouwse soldaten geen beschutting zouden hebben tijdens de belegering. Het beleg was niet intensief: de Poolse Koning was van mening dat Pruisen al was gevallen en hij was al begonnen met het land te verdelen onder zijn edelen. Ook stuurde hij troepen naar tal van kleine kastelen waar geen garnizoenen van de Duitse Orde meer waren. Er bleven hierdoor maar acht kastelen in handen van de Duitse Orde. De ridders van Mariënburg hadden van Wladislaus II Jagiello bovendien toestemming gekregen om met hun bondgenoten te communiceren. Hendrik liet dan ook gezanten sturen naar Keizer Sigismund en Wenceslaus van Luxemburg, die van Plauen hielpen met een lening om huurlingen te betalen en beloofden hem om tegen het eind van september versterkingen te sturen. De Lijflandse Orde zou 500 man sturen, zodra hun drie maanden durende vrede met Litouwen was afgelopen.   
Verder hield het beleg Wladislaus II Jagiello en zijn leger op één plaats en hielpen ook andere delen van Pruisen om de verdediging te organiseren. De belegeraars waren niet voorbereid op een langdurig beleg, er was een tekort aan munitie, een laag moraal en een dysenterie-epidemie. De Poolse en Litouwse edelen wilden naar huis om de oogst binnen te halen en de huurlingen wilden betaald worden. De Litouwse troepen onder commando van Vytautas waren de eersten die zich terugtrokken. Het beleg werd uiteindelijk opgeheven op 19 september. Voordat hij zich terugtrok, trok Wladislaus II Jagiello een bolwerk op in Stuhm (Sztum), ten zuiden van Mariënburg. Hij hoopte hiermee de Duitse Orde onder druk te kunnen blijven zetten. De Pools-Litouwse strijdkrachten keerden terug naar Polen en Litouwen, maar lieten Poolse garnizoenen achter in de forten die ze hadden veroverd.

## Nasleep
Na de terugtocht van de Pools-Litouwse strijdkrachten begon de Duitse Orde haar verloren forten te heroveren. Eind oktober waren er nog maar vier steden in Poolse handen: de grenssteden Thorn (Toruń), Nessau (Nieszawa), Rehden (Radzyń Chełmiński) en Strasburg (Brodnica). Wladislaus II Jagiello bracht een nieuw leger op de been en op 10 oktober 1410 bracht hij de Duitse Orde nog een nederlaag toe in de slag bij Koronowo.
Van Plauen gebruikte zijn reputatie als held van Mariënburg om in november tot nieuwe grootmeester van de Duitse Orde te worden verkozen. Hij was van plan de oorlog verder voort te zetten, maar werd door zijn adviseurs onder druk gezet om vrede te sluiten. De Eerste Vrede van Thorn werd op 1 februari 1411 ondertekend. De vrede wordt gezien als een diplomatieke overwinning voor de Duitse Orde, waarbij ze minimale territoriale verliezen leden. Het beleg van Mariënburg en de daaropvolgende Eerste Vrede van Thorn worden gezien als een teleurstellend resultaat voor Polen-Litouwen na hun grote overwinning bij de Slag bij Tannenberg (1410).
Het kasteel van Mariënburg werd in 1454 opnieuw succesvol verdedigd, maar in 1457 werd het door de Polen veroverd tijdens de Dertienjarige Oorlog (1454-1466).